# Население Албании

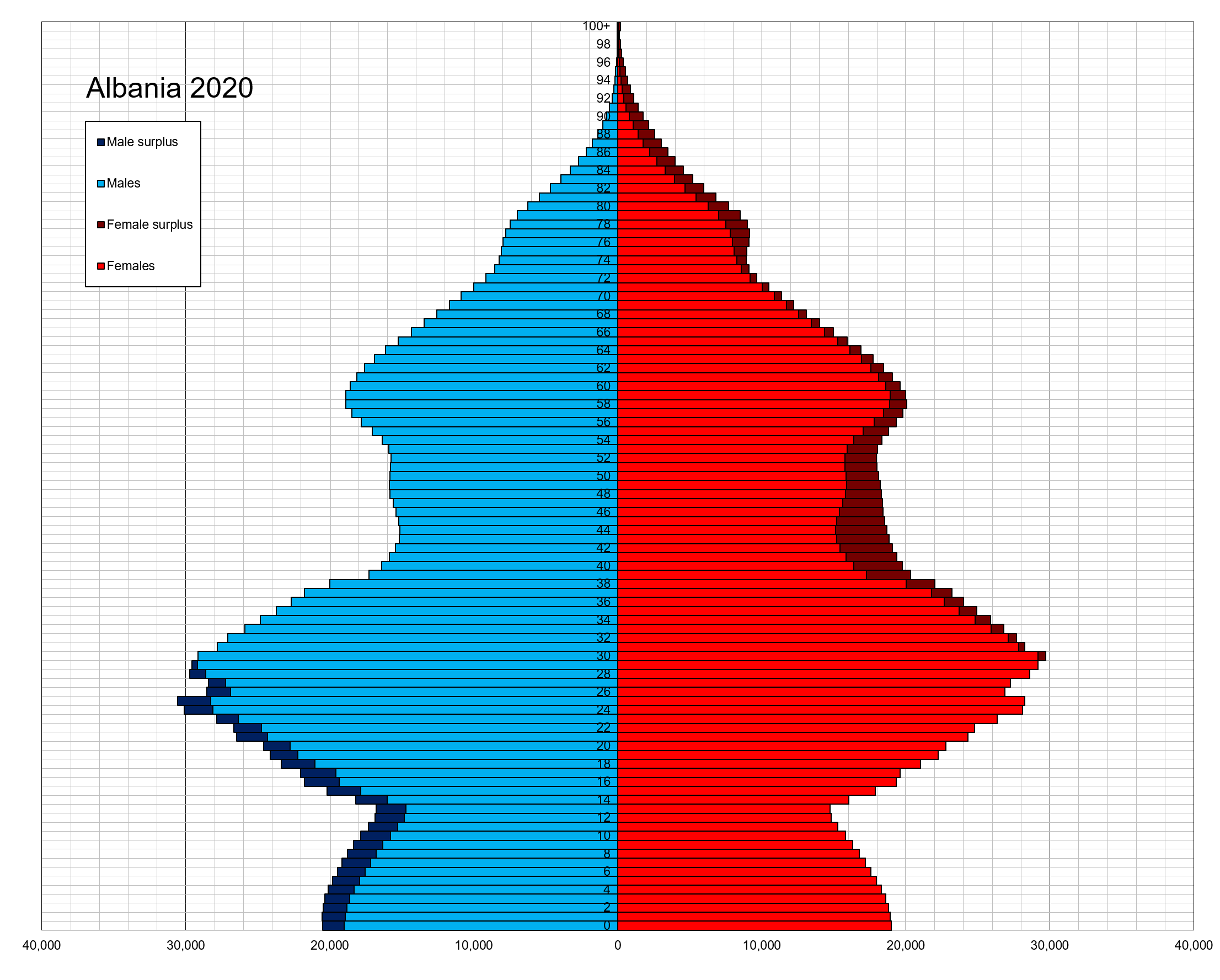
Возрастно-половая пирамида населения Албании на 2020 год

Численность населения Албании по итогам переписи населения 2023 года составила 2,4 млн человек, что заметно меньше чем по итогам переписи 2011 года (2,8 млн чел.) и 2001 года (3,1 млн).
Население Албании постоянно падает вследствие низкой рождаемости (как в соседних странах) и очень высокой эмиграции из страны ввиду сильного экономического отставания от соседних стран. До миллиона албанцев работают за границей, и переводимые ими денежные средства являются важным источником доходов населения.
Демографические данные Албании трудно установить и проверить из-за политической коррупции на местном и центральном уровнях, как отмечает Совет Европы.

## Население Албании
Ниже приведены данные по населению Албании за разные годы.
| Год  | Население |
| ---- | --------- |
| 1    | 370 000   |
| 500  | 100 000   |
| 1000 | 200 000   |
| 1500 | 200 000   |
| 1600 | 200 000   |
| 1700 | 300 000   |
| 1750 | 357 000   |
| 1800 | 414 000   |
| 1850 | 500 000   |
| 1900 | 800 000   |
| 1910 | 874 000   |
| 1920 | 932 000   |
| 1930 | 1 003 100 |
| 1940 | 1 081 000 |
| 1950 | 1 218 900 |
| 1960 | 1 626 300 |
| 1970 | 2 135 600 |
| 1980 | 2 670 500 |
| 1990 | 3 255 900 |
| 2000 | 3 490 400 |
| 2001 | 3 069 275 |
| 2011 | 2 831 741 |
| 2023 | 2 402 113 |

### Возрастная структура населения (2008)
- 0—14 лет — 23,6 %
- 15—64 лет — 66,9 %
- старше 65 лет — 9,5 %

Медианный возраст 29,5 лет. Мужчины — 28,9 лет, женщины — 30,2 лет.

### Прирост населения (2008)
+ 0,538 % в 2008 году.
- Рождаемость — 15,22 на 1000 населения;
- Смертность — 5,44 на 1000 населения;
- 2,02 ребёнка на 1 женщину.

### Детская смертность (2008)
- 9,8 на 1000 рождённых (2022);
- мальчики — 19,74 на 1000 рождённых;
- девочки — 18,83 на 1000 рождённых;

### Продолжительность жизни (2008)
- Общая — 77,78 года
- Мужчины — 75,12 года
- Женщины — 80,71 года

### Грамотность населения (2001 год)
- общая — 98,7 %
- мужчины — 99,1 %
- женщины — 98,3 %

## Этнические группы
Албания населена в основном албанцами. По официальной переписи 2011 года 97,8 % тех, кто раскрыл свою идентичность, были албанцами (82,58 % в целом), в то время как 2,3 % указали другие национальности (1,9 % в целом). Албания признает девять национальных меньшинств: аромуны, балканские египтяне, греки, болгары, боснийцы, македонцы, черногорцы, сербы и цыгане. Поскольку проведение удовлетворительной переписи этнических меньшинств является одним из обязательств страны перед Европейским союзом, правительство Албании провело официальную перепись для уточнения этнического состава населения в 2011 году. Однако эта перепись была признана недостоверной внутренними и внешними организациями, включая Совет Европы и лидерами многих группы этнических меньшинств Албании. Предыдущая перепись, включавшая данные об этнических меньшинствах, была проведена в 1989 году. Перепись, проведённая в 2001 году, не собирала информацию об этнических группах и национальностях населения.
С XXI века Албания также стала свидетелем значительного увеличения в стране иностранных экспатов, таких как итальянцы, китайцы, турки, бенгальцы, американцы, португальцы и другие иностранные рабочие и специалисты. В 2021 году в Албании проживало около 15 000 иностранцев (0,5 % населения).
В Албании также проживают 3200 афганских беженцев и более 3800 украинских беженцев. В апреле 1990 года прекратила своё существование еврейская диаспора в стране: последние 11 евреев отбыли в Израиль.

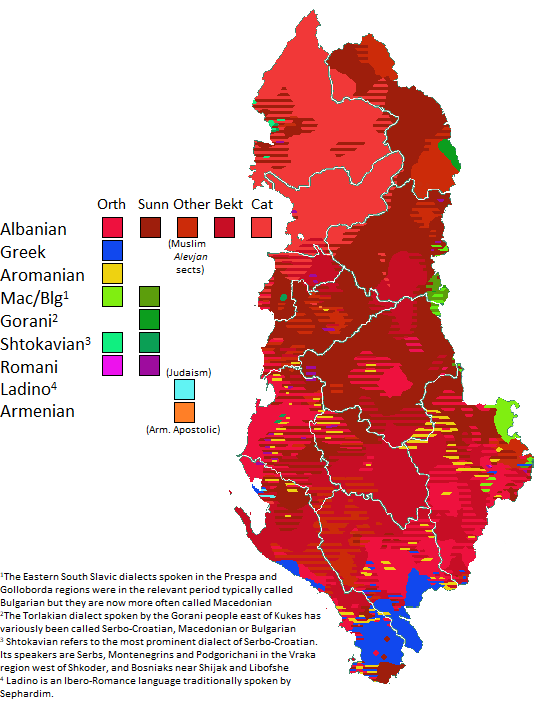
Традиционные места проживания языковых и религиозных общин в Албании
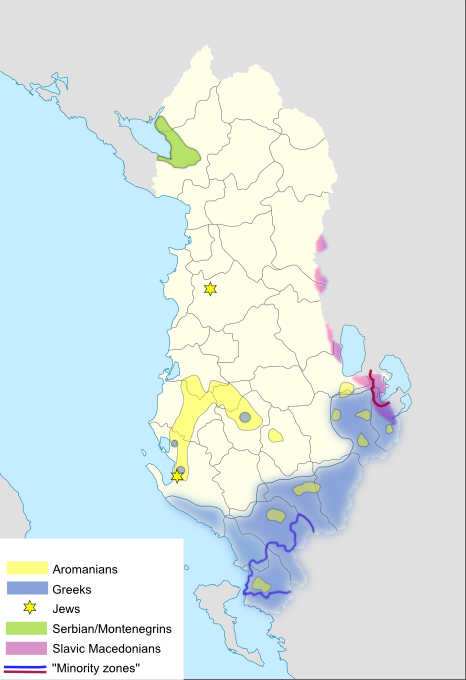
Регионы с традиционным присутствием этнических или языковых групп, отличных от албанцев
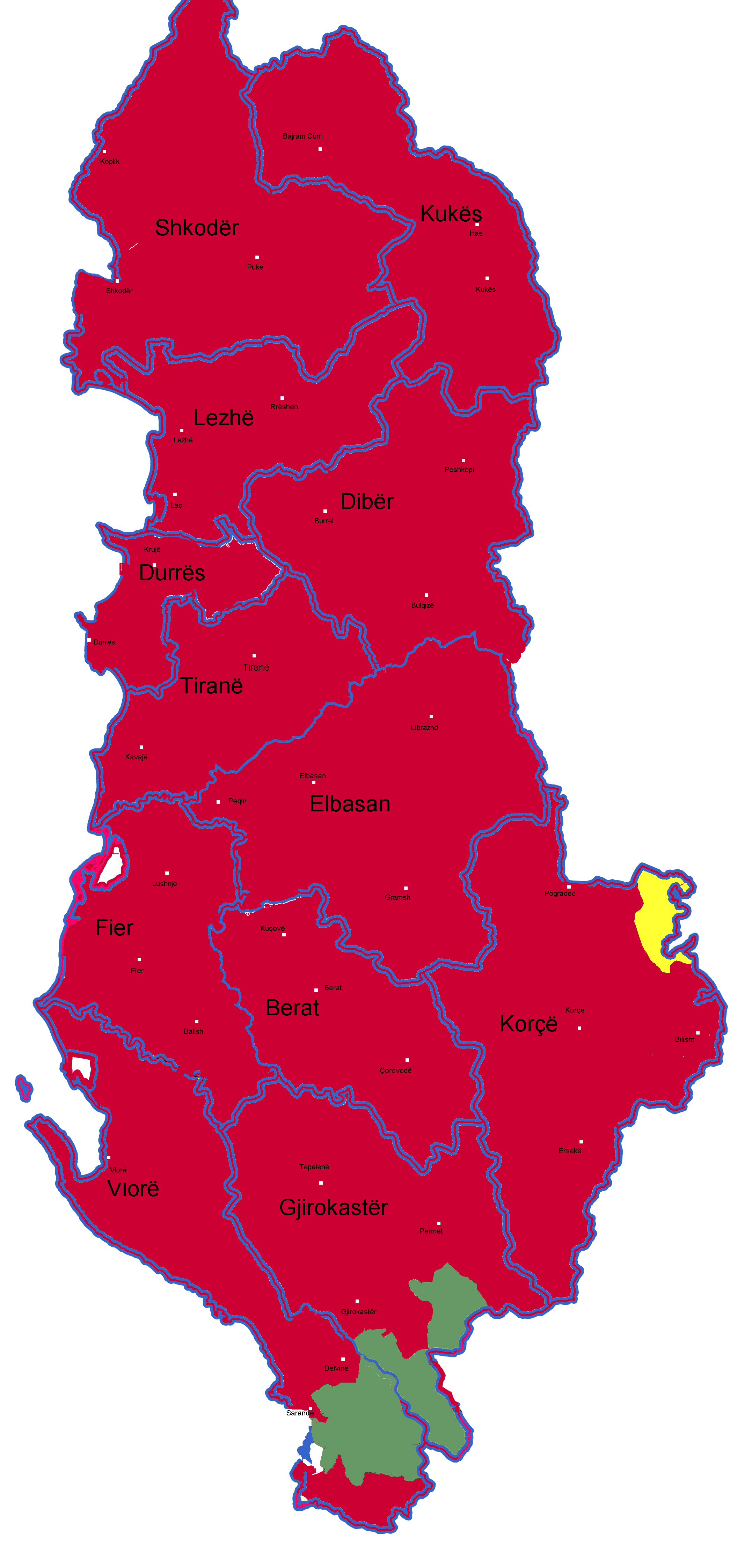
Этнический состав по переписи 1989 года: Красный — албанское большинство Зелёный — греческое большинство Жёлтый — македонское большинство

## Религия
Оценки соотношений количества последователей трёх разных конфессиональных групп различны или даже противоречивы. Так, Всемирная книга фактов ЦРУ данные о религиозном составе населения сопровождала пометкой: «Проценты являются приблизительными; текущие статистические данные о религиозной принадлежности отсутствуют». Во время переписи населения 2011 года почти 20 % её участников не ответили на вопрос о религиозной принадлежности, а некоторые религиозные лидеры призывали бойкотировать перепись или оспорили её результаты.
В начале XX века соотношение между христианами и мусульманами было почти равным (35 % католиков и около 15 % православных и 50 % мусульман). Согласно опросу, проведённому итальянскими оккупационными властями, в Албании насчитывалось 69 % мусульман, около 21 % православных христиан и 10 % католиков. По данным опроса, проведённому в 1940-х годах коммунистическими властями, православных было уже около 26 %.
По данным более современного источника, CIA World Factbook, соотношение количества верующих разных религий таково: мусульмане — 56,7 %, католики — 10 %, православные — 6,8 %; однако, по данным той же CIA World Factbook в 2008 году мусульмане составляли 70 % населения, а по данным Pew Research Center на 2009 год доля мусульман в Албании была даже 79,9 %. В то же время, по данным Всемирной христианской энциклопедии на тот же 2009 год, лишь 38 % являются мусульманами, а 36 % составляют христиане. Согласно же Госдепу США, доля лиц, принимающих активное участие в религиозной жизни и службах в храмах, колеблется между 25 и 40 %. Возможно, на соотношение религиозных групп наложило отпечаток то, что в период правления Энвера Ходжи в Албании пропагандировался атеизм.
По данным переписи населения 2011 года мусульмане составляли 56,70 % населения страны, бекташи — 2,09 %, католики — 10,03 %, православные — 6,75 %, евангелисты — 0,14 %, другие христиане — 0,07 %, верующие без конфессий — 5,49 %, атеисты — 2,5 %, прочие верующие — 0,02 %, 13,79 % предпочли не отвечать, неопределились — 2,43 %. По данным переписи 2023 года мусульмане составляли 45,7 % населения страны, бекташи — 4,8 %, католики — 8,4 %, православные — 7,2 %, приверженцы других религий — 0,5 %, верующие без конфессий — 19,4 %, атеисты — 4,0 %, 10 % предпочли не отвечать.

## Диаспора

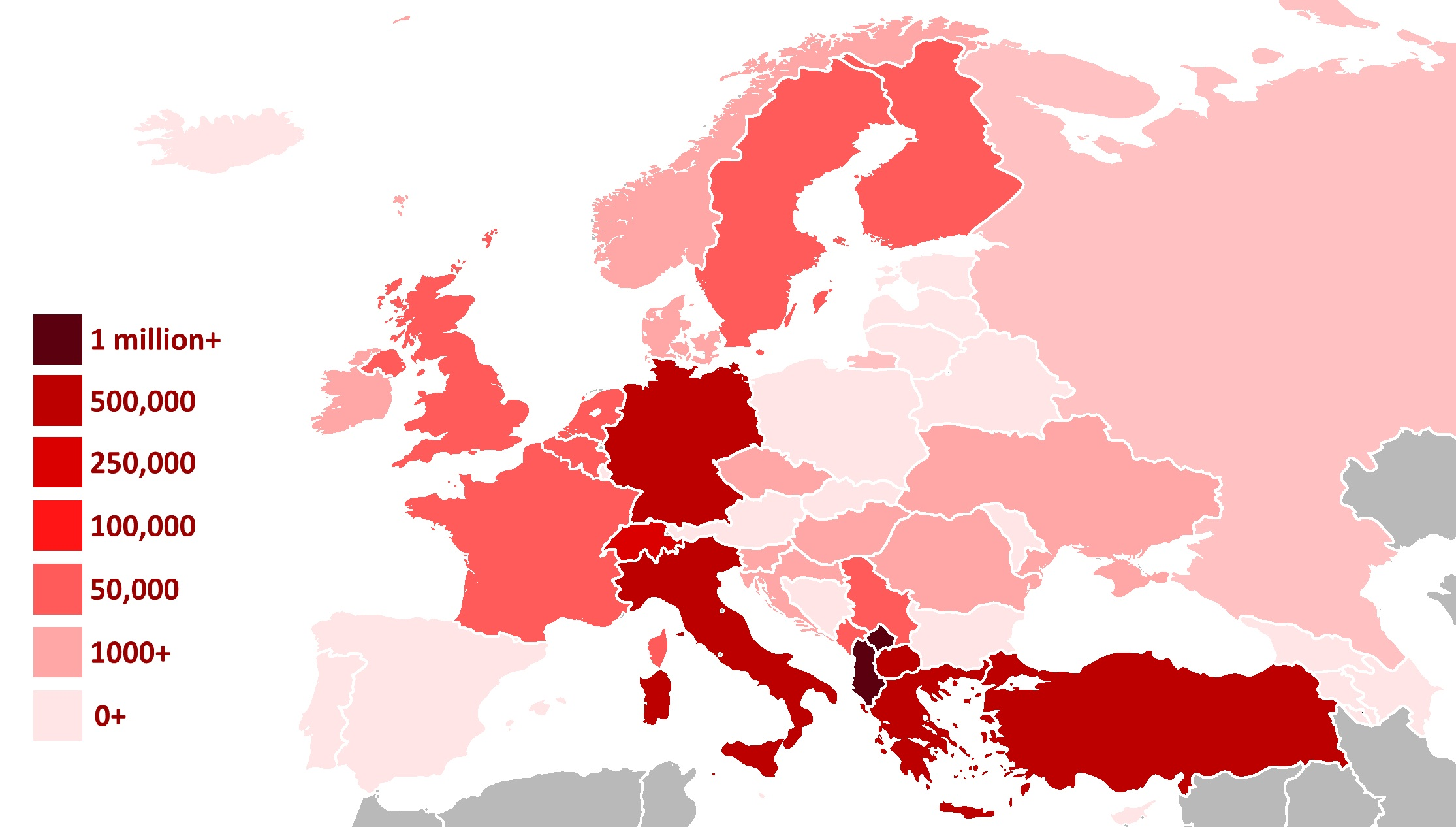
Распределение албанцев в Европе

Албанцы создали общины во многих регионах по всей Европе, в первую очередь в Южной и Центральной. Современная албанская диаспора была сформирована в основном в XV веке, когда многие албанцы эмигрировали в южную Италию, особенно в Сицилию и Калабрию, а также в Грецию, чтобы избежать османского завоевания и вызванных им социально-политических трудностей. Другие направления включают США, Канаду, Аргентину и Турцию.
За последние тридцать лет Албания пережила серьёзные демографические изменения. Страна, до краха коммунизма занимавшая первое место в Европе по приросту населения также перешла к сокращению численности населения. Одновременно с этим, Албания, ранее самая закрытая страны Европы, открыла границы и более миллиона албанцев переехали в зарубежные страны, в первую очередь, в Германию, Италию, страны Северной Европы, Австралию, Канаду, Францию, Швейцария и Великобритания. Около 440 000 из них поселились в Греции, где албанцы составляют 60 % иммигрантов. 350 000 албанцев мигрировали в Италию в период с 1990-х по 2000-е годы, в XXI веке их число существенно возросло.